# Abdul Razak (premier)

Abdul Razak

Abdul Razak bin Hussein (11 maart 1922 – Londen, 14 januari 1976) was een Maleisisch politicus en de tweede premier van zijn land.
Abdul Razak studeerde rechten in Singapore en Londen en werd in 1949 bestuursambtenaar onder de Britten. In 1955 werd hij eerste minister (menteri besar) van de staat Pahang. Politiek was hij lid van UMNO (United Malay National Organization) en hij nam deel aan de eerste landelijke verkiezingen in Malaya in 1955 in een alliantielijst met de partijen van Chinezen (MCA) en Indiërs (MIC). Hij werd achtereenvolgens minister van Onderwijs, Defensie en Plattelandsontwikkeling. In 1959 verving hij als vice-premier kort premier Abdul Rahman in aanloop naar de verkiezingen. Na de Maleise Furie van 1969 werd Razak voorzitter van de Nationale Operationele Raad en hierdoor kreeg hij uitgebreide volmachten tijdens de noodtoestand. Op 23 september 1970 werd hij premier en tegelijk minister van Buitenlandse Zaken en Defensie. Hij bleef op post tot zijn dood in 1976. 
Hij lanceerde de Nieuwe Economische Politiek die de etnische Maleiers bevoordeelde ten koste van de Chinezen en Indiërs.